# Miyage
Miyage (土産, ofte også med ærespræfiks 御土産, omiyage) er japanske ting eller souvenirs fra rejser. Der er ofte tale om mad i form af regionale specialiteter (meibutsu) eller med symboler for eller billeder af rejsemålet. Ved populære japanske rejsemål tilbydes der miyage i mange varianter, og der findes mange flere souvenirbutikker end tilsvarende steder i Europa.
Populære miyage er fyldte risboller (mochi), riskiks (sembei) og kiks med fyld.
Kanjiene 土産 betyder "Jordens produkt" og kan også læses dosan hhv. tosan, hvis primære betydning er "regionalt produkt". Dosan/tosan er den sinojapanske læsemåde (on-yomi) for ordet, der stammer fra Kina. Udtalen miyage har derfor ikke noget med skrivemåden at gøre men er et ældre begreb, der først senere er blev tillagt de pågældende kanji uden hensyn til deres udtale (jukujikun). Betydningen af miyage selv er uklar, men det antages for det meste at være sammensat af miya (宮) for shintoskrin og ke (笥) for madbeholder, dvs. mad medbragt til skrinfesten matsuri. En anden mulighed er, at det er en kombination af miyako (都) for hovedstad og ke, altså mad medbragt fra besøg i hovedstaden. Andre muligheder er miyake (屯倉), der er en jukujikun for krongods eller kejserligt madlager, eller miyako og kaeru der betyder at vende tilbage.